# Citroën Cactus
Der Cactus war ein Konzeptfahrzeug, das Citroën 2013 auf der IAA Frankfurt präsentierte. Hierbei handelte es sich um eine Weiterentwicklung des Konzeptfahrzeuges Citroën C-Cactus aus dem Jahr 2007. Anders als dieses Modell war der Cactus nun als SUV in der Kompaktklasse ausgelegt. Gleich war jedoch die konsequent auf möglichst wenig Gewicht und wenige Teile ausgelegte Bauweise.

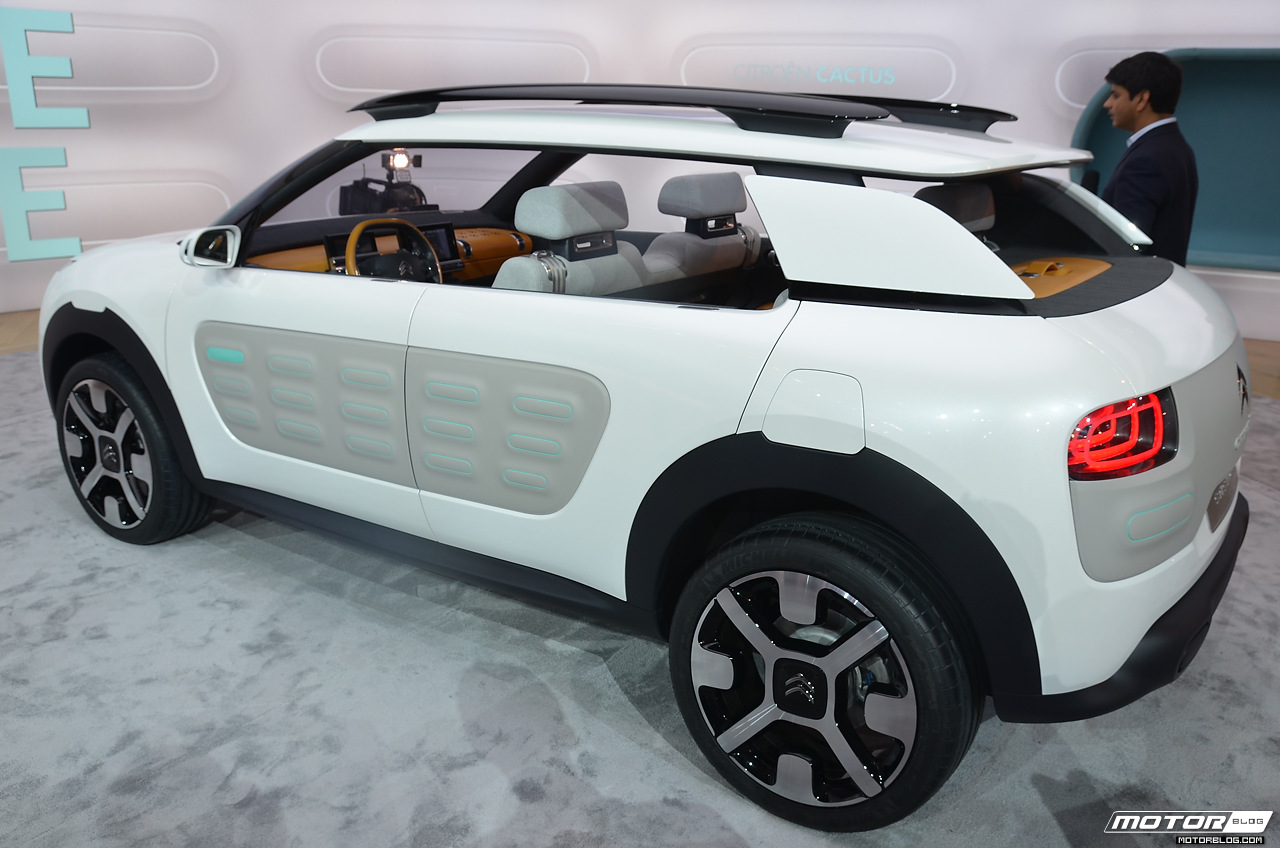
Citroën Cactus mit den charakteristischen Airbumps

Völlig neu hingegen waren die „Airbumps“ genannten Luftpolster mit Polyurethanummantelung an Front, Seite und Heck der Karosserie. Diese Luftkissen haben eine Dicke von 5 cm und sollen die Karosserie vor Kratzern und Beulen schützen. Eingedrückt kehren sie selbständig in ihre Ausgangsform zurück und sollen bei Beschädigung kostengünstig ausgetauscht werden können. Ebenfalls eine Neuentwicklung war ein Panorama-Glasdach mit einer neu entwickelten Wärmedämmungs-Beschichtung, die eine Jalousie überflüssig macht. Bei den hinteren Türen konnten die Seitenfenster zur Produktionsvereinfachung und Gewichtsreduktion nur seitlich ausgestellt, aber nicht versenkt werden, sowie die Rücksitzbank nur einteilig umgelegt werden.
Aus den gleichen Gründen waren die Bedienelemente in zwei Touchscreens zusammengefasst. Dank eines mittels nur drei Knöpfen bedienbaren automatisierten Schaltgetriebes und elektronischer Handbremse gab es eine durchgehende Vordersitzbank. Der Beifahrerairbag war in den Dachhimmel verlegt, um ein schlankes Armaturenbrett zu ermöglichen.
All diese und andere Sparmaßnahmen sowie der großzügige Einsatz von Aluminium bei tragenden Teilen der Karosserie dienten geringem Leergewicht und einer möglichst wenig aufwendigen Produktion. In nur wenigen Details geändert wurde das Konzeptfahrzeug 2014 als Serienmodell Citroën C4 Cactus vorgestellt und im gleichen Jahr die Produktion gestartet.